# Értékadás
A számítógépes programozásban a hozzárendelési utasítás, az értékadás beállítja és/vagy visszaállítja a változó neve által megjelölt tárolóhely(ek)en tárolt értéket; más szóval egy értéket másol a változóba. A legtöbb imperatív programozási nyelvben az értékadó utasítás (vagy kifejezés) egy alapvető konstrukció.
Napjainkban ennek a műveletnek a leggyakrabban használt jelölése az x = expr (eredetileg Superplan 1949-51, amelyet a Fortran 1957 és a C tett népszerűvé). A második leggyakrabban használt jelölés az x := expr (eredetileg ALGOL 1958, amelyet a Pascal tett népszerűvé) Sok más jelölés is használatos. Egyes nyelvekben a használt szimbólumot operátornak tekintik (ami azt jelenti, hogy az értékadó utasítás egésze egy értéket ad vissza). Más nyelvek az értékadást utasításként definiálják (ami azt jelenti, hogy nem használható kifejezésben).
A hozzárendelések általában lehetővé teszik, hogy egy változó különböző értékeket tartson fenn élettartama és hatóköre során különböző időpontokban. Egyes nyelvek (elsősorban a szigorúan funkcionális nyelvek) azonban nem engedik meg ezt a fajta „destruktív” átértékelést, az a nem lokális állapot megváltozását vonhatja maga után. A cél a referenciális átláthatóság érvényesítése, azaz olyan függvények létrehozása, amelyek nem függenek bizonyos változók állapotától, de ugyanazt az eredményt hozzák egy adott paraméteres bemeneti halmazra bármely időpontban. A modern programok más nyelveken is gyakran alkalmaznak hasonló stratégiákat, bár kevésbé szigorúan, és csak bizonyos részekben, a bonyolultság csökkentése érdekében, általában olyan kiegészítő módszerekkel, mint az adatstruktúrálás, a strukturált programozás és objektumorientáltsággal együtt.

## Szemantika
Az értékadó művelet egy olyan folyamat az imperatív programozásban, amelyben egy adott változónévhez az idő múlásával különböző értékek társulnak. A program ilyen modellben úgy működik, hogy egymást követő értékadó utasításokkal változtatja az állapotát. Az imperatív programozási nyelvek primitívjei értékadásra támaszkodnak az iteráció végrehajtásához. A legalacsonyabb szinten az értékadást gépi műveletekkel valósítják meg, mint például a MOVE vagy a STORE.
A változók értékek tárolói. Lehetséges egy értéket beírni egy változóba, majd később egy újra cserélni. Az értékadó művelet módosítja a futó program aktuális állapotát. Következésképpen az értékadás a változók fogalmától függ. Egy értékadás során:
- A kifejezés a program aktuális állapotában kerül kiértékelésre.
- A változó-hoz a kiszámított érték lesz rendelve, amely felülírja a változó korábbi értékét.

Példa: Feltételezve, hogy az a egy numerikus változó, az a := 2*a értékadás azt jelenti, hogy az a változó tartalma megduplázódik az utasítás végrehajtása után.
Egy példa a C kód egy szegmensére:
```
int
 
x
 
=
 
10
;
 

float
 
y
;

x
 
=
 
23
;

y
 
=
 
32.4f
;

```

Ebben a példában az x változót először int-ként deklaráljuk, majd a 10 értéket rendeljük hozzá. Figyeljük meg, hogy a deklaráció és az értékadás ugyanabban az utasításban történik. A második sorban az y értékadás nélkül van deklarálva. A harmadik sorban az x értéke 23 lesz. Végül az y értéke 32,4.
Egy értékadó művelethez szükséges, hogy a kifejezés értéke jól definiált legyen (érvényes rvalue), és hogy a változó egy módosítható entitást képviseljen (érvényes módosítható – nem konstans – balérték). Néhány nyelvben, jellemzően a dinamikusakban, nem szükséges deklarálni egy változót az értékadás előtt. Ezekben a nyelvekben egy változó automatikusan deklarálódik az első értékadáskor, a deklarált hatókör nyelvenként változik.

## Egyszeri értékadás
Bármely értékadás, amely egy meglévő értéket módosít (pl. x := x + 1), nem engedélyezett a tisztán funkcionális nyelvekben. A funkcionális programozásban az értékadást ellenjavallják, és ehelyett az egyszeri értékadást (single assignment) részesítik előnyben, amelyet általában inicializálásnak neveznek. Az egyszeri értékadás a névhezkötés (name binding) egyik példája, és abban különbözik a cikkben leírt értékadástól, hogy csak egyszer végezhető el, általában a változó létrehozásakor; későbbi átértékelés nem megengedett.
Egy kifejezés kiértékelésének nincs mellékhatása, ha az eredmény előállításán kívül nem változtatja meg a gép megfigyelhető állapotát, és ugyanarra a bemenetre mindig ugyanazt az értéket adja. Az imperatív értékadás mellékhatásokat okozhat, a régi értéket megsemmisíti és elérhetetlenné teszi, miközben egy új értékkel helyettesíti, ezért a LISP-ben és a funkcionális programozásban destruktív értékadásnak nevezik, hasonlóan a destruktív frissítéshez.
Az egyszeri értékadás az egyetlen elérhető hozzárendelési forma a tisztán funkcionális nyelvekben, mint például a Haskell, amelyek nem tartalmaznak változókat az imperatív programozási nyelvek értelmében vett változókkal, hanem névvel ellátott, esetleg összetett jellegű konstans értékekkel, amelyek elemeit fokozatosan, igény szerint határozzák meg a lusta nyelvek számára. A tisztán funkcionális nyelvek lehetőséget biztosítanak a számítások párhuzamos végrehajtására, elkerülve a Neumann-féle szűk keresztmetszetet, amely a szekvenciális, lépésenkénti végrehajtást jelenti, mivel az értékek függetlenek egymástól.
A nem tiszta funkcionális nyelvek mind egyszeri, mind valódi értékadást biztosítanak (bár a valódi értékadást jellemzően ritkábban használják, mint az imperatív programozási nyelvekben). Például a Scheme-ben mind az egyszeri értékadás (let-tel), mind a valódi értékadás (set!-tel) használható minden változón, és speciális primitívek állnak rendelkezésre a listákon, vektorokon, karakterláncokon stb. belüli destruktív frissítéshez. Az OCaml-ben a változók esetében csak egyszeri értékadás engedélyezett a let name = value szintaxis segítségével; azonban a destruktív frissítés használható tömbök és sztringek elemein külön <- operátorral, valamint rekordok és objektumok mezőin, amelyeket a programozó explicit módon módosíthatónak (azaz a kezdeti deklarációjuk után módosíthatónak) deklarált.
Az egyszeri értékadást használó funkcionális programozási nyelvek közé tartozik a Clojure (adatszerkezetekhez, nem változókhoz), az Erlang (többszörös értékadást is elfogad, ha az értékek egyenlőek, ellentétben a Haskell-lel), az F#, a Haskell, a JavaScript (konstansokhoz), a Lava, az OCaml, az Oz (adatfolyam-változókhoz, nem cellákhoz), a Racket (bizonyos adatszerkezetekhez, például listákhoz, nem szimbólumokhoz), a SASL, a Scala (értékekhez), a SISAL és a Standard ML. A nem visszalépéses Prolog kódot explicit egyszeri értékadásúnak tekinthetjük, abban az értelemben, hogy a (megnevezett) változói explicit módon nem hozzárendelt állapotban lehetnek, vagy pontosan egyszer állíthatók be. A Haskellben ezzel szemben nem lehetnek nem hozzárendelt változók, és minden változót úgy tekinthetünk, mintha implicit módon, létrehozásakor beállították volna az értékét (vagy inkább egy számítási objektumot, amely igény szerint előállítja az értékét).

## Értékadás értéke
Néhány programozási nyelvben az értékadó utasítás értéket ad vissza, míg másokban nem.
A legtöbb kifejezés-orientált programozási nyelvben (például C-ben) az értékadó utasítás visszaadja a hozzárendelt értéket, lehetővé téve az olyan idiómákat, mint az x = y = a, amelyben az y = a értékadó utasítás visszaadja az a értékét, amelyet aztán az x-hez rendelünk hozzá. Egy olyan utasításban, mint a while ((ch = getchar()) != EOF) {…}, egy függvény visszatérési értékét használjuk egy ciklus vezérlésére, miközben ugyanazt az értéket rendeljük egy változóhoz.
Más programozási nyelvekben, például a Scheme-ben, az értékadás visszatérési értéke nincs definiálva, és az ilyen idiómák érvénytelenek.
A Haskellben nincs változóértékadás; de az értékadáshoz hasonló műveletek (például egy tömb eleméhez vagy egy módosítható adatszerkezet mezőjéhez való értékadás) általában az egységtípust adják vissza, amelyet () alakban jelölünk. Ennek a típusnak csak egy lehetséges értéke van, ezért nem tartalmaz információt. Ez jellemzően az a kifejezéstípus, amelyet kizárólag a mellékhatásai szempontjából értékelnek ki.

## Különféle értékadási formák
Bizonyos használati minták nagyon gyakoriak, ezért gyakran speciális szintaxissal rendelkeznek a támogatásukhoz. Ezek elsősorban szintaktikai cukorként szolgálnak a forráskód redundanciájának csökkentésére, de segítenek a kód olvasóinak megérteni a programozó szándékát, és támpontot adnak a fordítónak a lehetséges optimalizáláshoz.

### Kiterjesztett értékadás
Az az eset, amikor a hozzárendelt érték egy előzőtől függ, annyira gyakori, hogy sok imperatív nyelv, leginkább a C és leszármazottainak többsége, speciális operátorokat, úgynevezett kiterjesztett értékadást biztosít, mint például a *=, így az a = 2*a ehelyett a *= 2-ként írható fel. A szintaktikai cukron (syntactic sugar) túl ez segíti a fordítóprogram feladatát azáltal, hogy egyértelművé teszi az a változó helybeni módosításának lehetőségét.

### Láncolt értékadás
Egy olyan utasítást, mint a w = x = y = z, láncolt értékadásnak (chained assignment) nevezünk, amelyben z értékét több w, x, és y változóhoz rendeljük. A láncolt értékadást gyakran használják több változó inicializálására, mint például az 
a = b = c = d = f = 0
Nem minden programozási nyelv támogatja a láncolt értékadást. A láncolt értékadások egyenértékűek értékadások sorozatával, de a kiértékelési stratégia nyelvenként eltérő. Egyszerű láncolt értékadásoknál, például több változó inicializálásánál, a kiértékelési stratégia nem számít, de ha az értékadásban szereplő célok (balértékek) valamilyen módon összefüggenek, a kiértékelési stratégia befolyásolja az eredményt.
Néhány programozási nyelvben (például C) a láncolt értékadások támogatottak, mivel az értékadások kifejezések, és értékekkel rendelkeznek. Ebben az esetben a lánchozzárendelés jobbról balra történő asszociatív értékadással valósítható meg. Például az i = arr[i] = f() egyenértékű az arr[i] = f(); i = arr[i] képlettel. C++-ban osztálytípusok értékeihez is elérhetők az értékadó operátor megfelelő visszatérési típusának deklarálásával.
A Pythonban az értékadó utasítások nem kifejezések, így nincs értékük. Ehelyett a láncolt hozzárendelések olyan utasítások sorozatát jelentik, amelyek egyetlen kifejezéshez több célpontot is rendelnek. Az értékadások balról jobbra haladnak, így az i = arr[i] = f() kiértékeli az f() kifejezést, majd az eredményt a bal szélső célponthoz, i-hez rendeli, végül pedig a következő célponthoz, arr[i]-hez rendeli az i új értékét felhasználva. Ez lényegében egyenértékű a tmp = f(); i = tmp; arr[i] = tmp képlettel, bár az ideiglenes értékhez nem jön létre tényleges változó.

### Párhuzamos értékadás
Néhány programozási nyelv, mint például az APL, Common Lisp, Go, JavaScript (1.7 óta), Julia, PHP, Maple, Lua, occam 2, Perl, Python, REBOL, Ruby, és PowerShell lehetővé teszi több változó párhuzamos értékadását, a következő szintaxissal:
```
a, b := 0, 1
```

amely egyidejűleg 0-t rendel a-hoz és 1-et b-hez. Ezt leggyakrabban párhuzamos értékadásnak nevezik; a CPL-ben vezették be 1963-ban, szimultán értékadás néven, és néha többszörös értékadásnak is nevezik, bár ez zavaró lehet, ha az „egyszeres értékadás”-sal használják, mivel ezek nem ellentétesek. Ha az értékadás jobb oldala egyetlen változó (pl. tömb vagy struktúra), akkor a funkciót kicsomagolásnak (unpacking) vagy értékadás destrukturálásnak (destructuring assignment) nevezzük:
```
var list := {0, 1}
a, b := list
```

A listát úgy csomagoljuk ki, hogy az a-hoz 0, a b-hez pedig 1 kerüljön. Továbbá,
```
a, b := b, a
```

felcseréli az a és b értékeit. Párhuzamos értékadás nélküli nyelvekben ezt egy ideiglenes változó használatához kellene írni.
```
var t := a
a := b
b := t
```

mivel a := b; b := a esetén a és b is megmarad b eredeti értékével.
Néhány nyelv, mint például a Go, az F# és a Python, kombinálja a párhuzamos értékadást, a tuple-ket és az automatikus tuple-kicsomagolást, hogy egyetlen függvényből több visszatérési értéket lehessen visszaadni, ahogy ebben a Python példában is látható,
```
def
 
f
():

    
return
 
1
,
 
2

a
,
 
b
 
=
 
f
()

```

míg más nyelvek, mint például a C# és a Rust, amelyeket itt bemutatunk, explicit tuple-konstrukciót és zárójeles dekonstrukciót igényelnek:
```
// Valid C# or Rust syntax

(
a
,
 
b
)
 
=
 
(
b
,
 
a
);

```

```
// C# tuple return

(
string
,
 
int
)
 
f
()
 
=>
 
(
"foo"
,
 
1
);

var
 
(
a
,
 
b
)
 
=
 
f
();

```

```
// Rust tuple return

let
 
f
 
=
 
||
 
(
"foo"
,
 
1
);

let
 
(
a
,
 
b
)
 
=
 
f
();

```

Ez alternatívát kínál a kimeneti paraméterek használatára több érték visszaadására egy függvényből. Ez CLU-ra (1974) nyúlik vissza, és a CLU segített a párhuzamos értékadás általános népszerűsítésében.
A C# ezenkívül lehetővé teszi az általánosított dekonstrukciós értékadást, amelynek implementációját a jobb oldalon található kifejezés határozza meg, mivel a fordító a kifejezésen keres megfelelő példányt vagy kiterjesztést, a Deconstruct metódust, amelynek kimeneti paraméterekkel kell rendelkeznie a hozzárendelt változókhoz. Például egy olyan metódus, amely az osztályt a fenti f() függvény visszatérési értékével megegyező viselkedéssel jelenítené meg, a következő lenne:
```
void
 
Deconstruct
(
out
 
string
 
a
,
 
out
 
int
 
b
)
 
{
 
a
 
=
 
"foo"
;
 
b
 
=
 
1
;
 
}

```

A C és C++ nyelvekben a vessző operátor hasonló a párhuzamos értékadáshoz, mivel lehetővé teszi több értékadást egyetlen utasításon belül, az a = 1, b = 2 kifejezést írva az a, b = 1, 2 helyett. Ezt elsősorban for ciklusokban használják, és más nyelvekben, például a Go-ban, a párhuzamos értékadás helyettesíti. A fenti C++ kód azonban nem garantálja a tökéletes egyidejűséget, mivel a következő kód jobb oldala, az a, b = b, a+1, a bal oldal után kerül kiértékelésre. Az olyan nyelvekben, mint a Python, az a = b, b = a+1 a két változót egyidejűleg rendeli hozzá, az a kezdeti értékét használva az új b kiszámításához.

## Értékadás kontra egyenlőség
Az egyenlőségjel = értékadó operátorként való használatát gyakran kritizálták, mivel ütközik az egyenlőség összehasonlításával. Ez zavart okoz mind a kezdőknek a kódírásban, mind a tapasztalt programozóknak a kódolvasásban. Az egyenlőség operátorok használata értékadáshoz Heinz Rutishauser 1949 és 1951 között tervezett Superplan nyelvére nyúlik vissza, amelyet különösen a Fortran tett népszerűvé:
„A rossz ötlet hírhedt példája volt az egyenlőségjel választása a hozzárendelés jelölésére. Ez a Fortran 1957-es bevezetéséig nyúlik vissza, és nyelvtervezők seregei másolták vakon. Miért rossz ötlet? Mert megdönti azt az évszázados hagyományt, hogy az "=" egy egyenlőségi összehasonlítást jelöl, egy olyan predikátumot, amely vagy igaz, vagy hamis. De a Fortranban értékadást, az egyenlőség érvényesítését értették alatta. Ebben az esetben az operandusok egyenlőtlen helyzetben vannak: a bal oldali operandust (egy változót) egyenlővé kell tenni a jobb oldali operandussal (egy kifejezéssel). Az x = y nem ugyanazt jelenti, mint az y = x.”
 — Niklaus Wirth, Good Ideas, Through the Looking Glass
A kezdő programozók néha összekeverik az értékadást az egyenlőség relációs operátorával, mivel az "=" a matematikában egyenlőséget jelent, és sok nyelvben használják értékadásra. Az értékadás azonban megváltoztatja egy változó értékét, míg az egyenlőségvizsgálat azt vizsgálja, hogy két kifejezés értéke megegyezik-e.
Néhány nyelvben, például a BASIC-ben, egyetlen egyenlőségjelet ("=") használnak mind az értékadó operátor, mind az egyenlőség relációs operátoraként, a kontextus határozza meg, hogy melyikre gondolunk. Ez valójában egyszerű feladat: ha az utasítás változónévvel kezdődik, majd egy "=" követi, akkor ez egy értékadó utasítás. Hivatalosan a BASIC nyelv tartalmazza a LET utasításszót is, amely az értékadást jelöli (pl. LET k=9), de régi hagyomány, hogy ez az utasításszó elhagyható. Az egyenlőségjel minden más helyzetben egy logikai művelet műveleti jele, és a művelet értéke True vagy -1 egyenlőség esetén, False vagy 0 különbözőség esetén.
Más nyelvek különböző szimbólumokat használnak a két operátor jelölésére.
 Például:
- Az ALGOL-ban és a Pascalban az értékadó operátor egy kettőspont és egy egyenlőségjel (":="), míg az egyenlőségoperátor egyetlen egyenlőségjel ("=").
- C-ben az értékadó operátor egyetlen egyenlőségjel ("="), míg az egyenlőségoperátor két egyenlőségjel ("==").
- Az R-ben az értékadó operátor alapvetően <-, mint az x <- value esetében, de bizonyos helyzetekben egyetlen egyenlőségjel is használható.

A két szimbólum hasonlósága hibákhoz vezethet, ha a programozó elfelejti, hogy melyik forma ("=", "==", ":=") a megfelelő, vagy elgépeli a "=" karaktert, amikor eredetileg "==" volt a szándéka. Ez egy gyakori programozási probléma olyan nyelveken, mint a C (beleértve egy híres kísérletet a Linux kernel hátsó kapujának elérésére), ahol az értékadó operátor szintén visszaadja a hozzárendelt értéket (ugyanúgy, ahogy egy függvény visszaad egy értéket), és érvényesen beágyazható kifejezésekbe. Ha például egy if utasításban két érték összehasonlítása lenne a cél, akkor egy értékadás valószínűleg egy logikai igazként értelmezhető értéket ad vissza, amely esetben a then záradék végrehajtódik, ami a program váratlan viselkedését eredményezi. Egyes nyelvi processzorok (például a gcc) képesek észlelni az ilyen helyzeteket, és figyelmeztetni a programozót a lehetséges hibára.

## Jelölés
A másoló értékadás két leggyakoribb ábrázolása az egyenlőségjel (=) és a kettőspont-egyenlőségjel (:=). Mindkét forma szemantikailag jelölhet értékadó utasítást vagy értékadó operátort (amelynek szintén van értéke), a nyelvtől és/vagy a használattól függően.
| variable = expression  | Fortran, PL/I, C (és leszármazottai, mint például C++, Java stb.), Bourne shell(wd), Python, Go (előre deklarált változókhoz való hozzárendelés), R, PowerShell, Nim(wd) stb. |
| variable := expression | ALGOL (és származékai), Simula, CPL(wd), BCPL(wd), Pascal[44] (és leszármazottai, mint például a Modula(wd)), Mary(wd), PL/M(wd), Ada, Smalltalk, Eiffel,[45][46] Oberon(wd), Dylan(wd),[47] Seed7(wd), Python (értékadó kifejezés),[48] Go (változó deklarálásának és definiálásának rövidítése),[49] Io(wd), AMPL(wd), ML (referenciaértékhez való hozzárendelés),[50] AutoHotkey(wd) stb. |
További lehetőségek lehetnek a balra mutató nyíl vagy egy kulcsszó, bár léteznek más, ritkább változatok is:
| variable << expression                     | Magik(wd)                                            |
| variable <- expression                     | F#, OCaml(wd), R, S(wd)                              |
| variable <<- expression                    | R                                                    |
| assign("variable", expression)             | R                                                    |
| variable ← expression                      | APL,[51] Smalltalk, Atari 2600 BASIC Programming(wd) |
| variable =: expression                     | J(wd)                                                |
| LET variable = expression                  | BASIC                                                |
| let variable := expression                 | XQuery                                               |
| set variable to expression                 | AppleScript(wd)                                      |
| set variable = expression                  | C shell(wd)                                          |
| Set-Variable variable (expression)         | PowerShell                                           |
| variable : expression                      | Macsyma, Maxima(wd), K(wd)                           |
| variable: expression                       | Rebol(wd)                                            |
| var variable expression                    | mIRC scripting language(wd)                          |
| reference-variable :- reference-expression | Simula                                               |
A matematikai pszeudokód hozzárendeléseket általában balra mutató nyíllal jelölik.
Néhány platform a kifejezést balra, a változót pedig jobbra helyezi:
| MOVE expression TO variable  | COBOL                         |
| expression → variable        | TI-BASIC(wd), Casio BASIC(wd) |
| expression -> variable       | POP-2(wd), BETA, R            |
| put expression into variable | HyperTalk(wd), LiveCode(wd)   |
| PUT expression IN variable   | ABC                           |
Néhány kifejezésorientált nyelv, mint például a Lisp és a Tcl, egységesen prefix (vagy postfix) szintaxist használ minden utasításhoz, beleértve az értékadást is.
| (setf variable expression) | Common Lisp        |
| (set! variable expression) | Scheme[54][55][56] |
| set variable expression    | Tcl(wd)            |
| expression variable !      | Forth              |

## Fordítás
Ez a szócikk részben vagy egészben  az   Assignment (computer science) című angol Wikipédia-szócikk fordításán alapul.  Az eredeti cikk szerkesztőit annak laptörténete sorolja fel. Ez a jelzés csupán a megfogalmazás eredetét és a szerzői jogokat jelzi, nem szolgál a cikkben szereplő információk forrásmegjelöléseként.